# 2,5-Dihydrofurane
Le 2,5-dihydrofurane est un composé hétérocyclique.

## Propriétés physico-chimiques
Le 2,5-dihydrofurane n'est pas complètement miscible dans l'eau et forme un azéotrope avec ce solvant ayant un point d'ébullition de 64 à 65 °C contenant 6,1 % d'eau.

## Production et synthèse
Le 2,5-dihydrofurane peut être synthétisé à partir de l'1,2-époxybut-3-ène par isomérisation à l'aide d'un catalyseur mixte composé d'iodure de phosphonium et d'un acide de Lewis.